# Retiala pudibunda
Retiala pudibunda är en insektsart som först beskrevs av Stsl 1862.  Retiala pudibunda ingår i släktet Retiala och familjen Dictyopharidae. Inga underarter finns listade i Catalogue of Life.